# Dudleya nubigena
Dudleya nubigena är en fetbladsväxtart. Dudleya nubigena ingår i släktet Dudleya och familjen fetbladsväxter.

## Underarter
Arten delas in i följande underarter:
- D. n. cerralvensis
- D. n. nubigena